# Problema di Malfatti
Il problema di Malfatti è un problema geometrico che, posto nella forma odierna, chiede di individuare in un triangolo dato i tre cerchi che siano tali da essere tutti e tre contemporaneamente tangenti tra loro e a due lati del triangolo
Inizialmente il problema è stato posto nel 1803 da Gian Francesco Malfatti come marble problem dandone poi la soluzione generale, i Cerchi di Malfatti, dimostratasi in seguito sempre errata, ma dando ugualmente lo spunto per la ricerca della loro costruzione generale, divenendo infine un problema del tutto autonomo da quello iniziale.

## Storia
L'originaria forma del problema di Malfatti chiedeva in pratica di disegnare all'interno del triangolo le tre circonferenze che massimizzassero l'area al loro interno (l'odierno marble problem); il matematico, dopo una serie di studi, si convinse che la soluzione generale a tale quesito fosse equivalente a quella di trovare tre circonferenze che fossero ognuna tangente alle altre due e contemporaneamente a due lati del triangolo, ovvero i cerchi di Malfatti. 
Il problema dunque si trasformò, per una erronea convinzione, nella ricerca del metodo generale per disegnare tali cerchi; vi è pero da sottolineare che un problema sì posto non era proprio nuovo all'ambiente matematico di allora: già, infatti, Jacob Bernoulli circa un secolo prima pose la stessa questione, ma limitatamente al caso del triangolo isoscele; inoltre, quasi contemporaneamente al Malfatti, qualche anno prima, lo stesso problema venne posto dal matematico giapponese Ajima Naonobu. 
Nel 1826 il matematico svizzero Jakob Steiner diede la soluzione geometrica per risolvere il problema di Malfatti, non dandone però una prova, ma si ipotizza che vi fosse arrivato generalizzando il problema.
Nel 1929 i matematici Hyman Lob e Herbert Richmond dimostrarono che i due problemi non erano sempre equivalenti, in quanto nel triangolo equilatero l'area dei cerchi di Malfatti è inferiore a quella occupata complessivamente dall'incerchio più quella di due cerchi adiacenti ricavabili nei vertici; inoltre nel 1994 Viktor Zalgaller dimostrò analiticamente che tali cerchi non sono mai la soluzione ideale per massimizzare l'area occupata dai circoli all'interno del triangolo, cosicché, non solo i cerchi di Malfatti non rappresentano la soluzione generale del marble problem, ma i due problemi non coincidono mai.

## Soluzione del problema
La risoluzione per via geometrica del problema di Malfatti è stata data da Steiner nel 1826, ma non ne diede la prova, mostrò soltanto una soluzione in quattro brevi passi:
1. Dato un triangolo generico, tracciare le tre bisettrici interne (in verde).
2. In ciascuno dei triangoli delineati dalle bisettrici, segnare l'incerchio (in grigio tratteggiato)
3. Da ciascun punto di tangenza degli incerchi con i lati del triangolo originario tracciare un segmento (in rosso tratteggiato) che sia tangente gli altri due incerchi.
4. I nuovi segmenti, così trovati, rappresentato porzioni delle rette tangenti nei punti di contatto dei cerchi di Malfatti, possono essere trovati sapendo che i loro centri giacciono sulle bisettrici e che devono essere contemporaneamente tangenti ai due lati del triangolo e a due segmenti contemporaneamente.

È importante notare il fatto che il punto di incontro delle bisettrici, cioè l'incentro, e il punto di incontro delle tre tangenti sono sempre assai vicini e che potrebbero talvolta trarre in confusione nel tracciare le linee; inoltre si può anche sottolineare come i segmenti tangenti debbano toccare entrambi gli altri incerchi.

## Generalizzazione

La soluzione alternativa del problema di Malfatti, richiede solo che i cerchi siano tangenti ad almeno due lati, compresi i prolungamenti, e tra loro.

Nel 1997 il matematico Peter Yff, che già aveva dimostrato le coordinate trilineari dei punti di Malfatti, si accorge che, facendo cadere il requisito che i cerchi dovessero stare internamente al triangolo, era possibile una seconda soluzione per il problema di Malfatti, dove i cerchi erano ancora contemporaneamente tangenti a due lati del triangolo, considerandone però questa volta anche i prolungamenti esterni, e tra loro.
Il triangolo arriva a non essere più la figura centrale o di riferimento, ma un semplice tratto di piano delineato da tre rette, e non importa più se i cerchi siano del tutto esterni, né se i punti di tangenza siano dentro o fuori dalla figura.